# Gliceridi
I gliceridi (o acilgliceroli) sono dei grassi saponificabili la cui molecola è ottenuta da una molecola di glicerolo in cui uno o più gruppi ossidrilici sono esterificati da acidi grassi. A seconda del numero di ossidrili esterificati, si parla di monogliceridi, digliceridi o trigliceridi.
La reazione di esterificazione da cui si formano i gliceridi dà luogo ad un legame estere e libera una molecola d'acqua (H2O), formata da un atomo di idrogeno ceduto dal glicerolo e da un gruppo -OH ceduto dall'acido grasso.

Formula di struttura di un 2-monogliceride
Formula di struttura di un 2,3-digliceride
Formula di struttura di un trigliceride

## Funzione biologica
I gliceridi hanno funzione principalmente energetica. I monogliceridi e i digliceridi svolgono ruoli nel metabolismo intermedio, mentre i trigliceridi sono i principali grassi di deposito nel tessuto connettivo e sono la tipologia più comunemente presente nei grassi animali e vegetali.